# Litoria wilcoxii
Litoria wilcoxii är en groddjursart som beskrevs av Günther 1864. Litoria wilcoxii ingår i släktet Litoria och familjen lövgrodor. IUCN kategoriserar arten globalt som livskraftig. Inga underarter finns listade i Catalogue of Life.